# Mamma mia che impressione!
Pour plus de détails, voir Fiche technique et Distribution.
Mamma mia che impressione! est un film italien réalisé par Roberto Savarese et sorti en 1951.

## Fiche technique
- Titre : Mamma mia, che impressione!
- Réalisation : Roberto Savarese
- Scénario : Alberto Sordi et Cesare Zavattini
- Musique : Alberto Barberis et Angelo Francesco Lavagnino
- Photographie : Carlo Montuori
- Montage : Eraldo Da Roma
- Production : Vittorio De Sica et Alberto Sordi
- Société de production : Produzione Films Comici
- Pays :  Italie
- Genre : Comédie
- Durée : 75 minutes
- Dates de sortie : 
  - Italie : 7 avril 1951

## Distribution
- Alberto Sordi : Alberto
- Giovanna Pala : Margherita
- Carlo Giustini : Arturo
- Frank Colson : Don Isidoro
- Luigi Pavese : arbitre
- Checco Rissone : voyageur
- Vinicio Sofia : employé du gymnase
- Marco Tulli
- Carlo Delle Piane